# Anaglyptus malickyi
Anaglyptus malickyi är en skalbaggsart som beskrevs av Holzschuh 1991. Anaglyptus malickyi ingår i släktet Anaglyptus och familjen långhorningar. Inga underarter finns listade i Catalogue of Life.